# Miguel Fleta
Miguel Fleta (1. prosince 1893 Albalate de Cinca – 28. května 1938 A Coruña) byl španělský operní tenor.

## Život
Zpěv studoval od roku 1917 v Barceloně a Itálii pod vedením Luisy Pierrich. Zemřel na ledvinovou infekci.

## Role a angažmá
Debutoval rolí Paola v opeře Francesca da Rimini roku 1919 v Terstu. V letech 1923 a 1925 působil v Metropolitní opeře v New Yorku. V letech 1924 a 1926 účinkoval v milánské La Scale v roli Kalafa v opeře Turandot. Zpíval také roli Romea při premiéře opery Giulietta e Romeo skladatele Riccarda Zandonaie roku 1922. Jeho posledním operním vystoupením byla 27. dubna 1937 Carmen v Lisabonu.
M. Fletta zpíval v La Scale premiéru Turandot, místo původně plánovaného B. Gigliho.